# William Edwards Deming

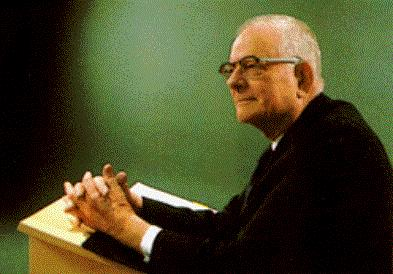
William Edwards Deming

William Edwards Deming, in der Literatur fälschlicherweise auch Walter Edwards Deming, (* 14. Oktober 1900 in Sioux City, Iowa; † 20. Dezember 1993 in Washington, D.C.) war ein US-amerikanischer Physiker, Statistiker sowie Pionier im Bereich des Qualitätsmanagements. Als Schüler von Walter A. Shewhart, dem Begründer der statistischen Prozesslenkung, entwickelte er ab den 1940er-Jahren die prozessorientierte Sicht auf die Tätigkeiten eines Unternehmens, die später auch Eingang in die diversen Qualitätsnormen und Qualitätsmanagementlehren fand.

## Leben
Demings Eltern waren William Albert Deming und Pluma Irene Edwards. Kurz nach der Geburt von William Edwards (er bekam den Geburtsnamen seiner Mutter als Rufnamen, um ihn von seinem Vater unterscheiden zu können, der William gerufen wurde) zog die Familie Deming nach Powell (Wyoming), wo William Edwards zusammen mit dem Bruder Robert und der Schwester Elizabeth seine Kindheit verbrachte. Sein Vater war als Versicherungsagent, Liegenschaftenmakler und Rechtsanwalt tätig, seine Mutter als Klavierlehrerin.
1923 heiratete Deming die Lehrerin Agnes Belle. Das Ehepaar adoptierte eine Tochter, Dorothy. Agnes Belle verstarb 1930, Im Jahre 1932 heiratete Deming Lola Shupe, eine Mathematikerin. Aus dieser Ehe gingen die Töchter Diana (* 1934) und Linda (* 1942) hervor.
Deming besuchte die University of Wyoming (B. S. in Engineering 1921), University of Colorado (M. S. in mathematics and mathematical physics 1925) und Yale University, wo er 1928 zum Doktor der mathematischen Physik (PhD) promoviert wurde. Anschließend lehrte er an verschiedenen Universitäten, arbeitete als mathematischer Physiker für das US-amerikanische Landwirtschaftsministerium (United States Department of Agriculture, 1927–1939) und war statistischer Berater des US-Amtes für Bevölkerungsstatistik (United States Census Bureau). Von 1946 bis 1993 besetzte er eine Professur für Statistik an der New York University Graduate School of Business Administration; außerdem lehrte er an der Columbia University. Zudem arbeitete er von 1946 an auch als Berater für Privatunternehmen.
1950 holte ihn General Douglas MacArthur als Statistiker und Qualitätsexperten nach Japan. Demings Erkenntnisse blieben in den USA weithin unbeachtet. Das änderte sich auch nicht, nachdem Ishikawa Kaoru Deming 1950 ermöglichte, seine Erkenntnisse den Topmanagern Japans bekannt zu machen. In der Folge wurde schon 1951 zum ersten Mal ein japanisches Unternehmen mit dem sogenannten Deming-Preis für besonders hohe Qualität in der Produktion ausgezeichnet. Auch im Toyota-Produktionssystem sind Demings Ideen schon sehr früh auf fruchtbaren Boden gefallen.
Deming und seine Erkenntnisse wurden erst ab dem 24. Juni 1980 nach der Ausstrahlung einer NBC-Dokumentation mit dem Titel If Japan can...Why can’t we? in den USA wahrgenommen, zu einer Zeit, als schon große Teile der amerikanischen Konsumgüterindustrie von der japanischen Konkurrenz auch aufgrund besserer Qualität förmlich überrollt worden waren.
Auch in Europa gibt es vergleichbare Ideen: siehe Europäischer Qualitätspreis.
Deming fasste seine Erkenntnisse in einem 14-Punkte-Programm für besseres Management, 7 Hürden für die Umsetzung der neuen Philosophie und den 7 tödlichen Krankheiten eines Managementsystems zusammen. Neben der Demingschen Reaktionskette wird auch die Beschreibung des PDCA-Zyklus (Plan Do Check Act) Deming zugeschrieben. Deming selbst wies jedoch darauf hin, dass Walter A. Shewhart diesen als erster beschrieben hatte.

“Experience, without theory, teaches management nothing about what to do to improve quality and competitive position.”

„Erfahrung ohne Theorie lehrt das Management kein bisschen darüber, was zu tun ist, um die Qualität und Wettbewerbsstellung zu verbessern.“

## 14 Punkte des Managementprogramms
Deming definierte (wohl in Anlehnung an Henri Fayols 14 Managementprinzipien) 14 Punkte des Managementprogramms wie folgt.
1. Schaffe ein unverrückbares Unternehmensziel in Richtung auf eine ständige Verbesserung von Produkt und Dienstleistung.
2. Wende die neue Philosophie an, um wirtschaftliche Stabilität sicherzustellen.
3. Beende die Notwendigkeit und Abhängigkeit von Vollkontrollen, um Qualität zu erreichen.
4. Beende die Praxis, Geschäfte auf Basis des niedrigsten Preises zu machen.
5. Suche ständig nach Ursachen von Problemen, um alle Systeme in Produktion und Dienstleistung sowie alle anderen Aktivitäten im Unternehmen beständig und immer wieder zu verbessern (Ständige Verbesserung).
6. Schaffe moderne Methoden des Trainings und des Wiederholtrainings direkt am Arbeitsplatz und für die Arbeitsaufgabe.
7. Setze moderne Führungsmethoden ein, die sich darauf konzentrieren, den Menschen (und Maschinen) zu helfen, ihre Arbeit besser auszuführen.
8. Beseitige die Atmosphäre der Angst.
9. Beseitige die Abgrenzung der einzelnen Abteilungen voneinander.
10. Beseitige den Gebrauch von Aufrufen, Plakaten und Ermahnungen.
11. Beseitige Leistungsvorgaben, die zahlenmäßige Quoten (Standards) und Ziele für die Arbeiter festlegen.
12. Beseitige alle Hindernisse, die den Arbeitern und den Vorgesetzten das Recht nehmen, auf ihre Arbeit stolz zu sein.
13. Schaffe ein durchgreifendes Ausbildungsprogramm und ermuntere zur Selbstverbesserung für jeden einzelnen.
14. Definiere deutlich die dauerhafte Verpflichtung des Top-Managements zur ständigen Verbesserung von Qualität und Produktivität.

## Sieben tödliche Krankheiten eines Managementsystems
1. Fehlen eines feststehenden Organisationszwecks
2. Betonung des kurzfristigen Gewinns
3. Jährliche Bewertung, Leistungsbeurteilung, persönliches Beurteilungssystem
4. Hohe Fluktuation in der Organisationsleitung, Springen von Firma zu Firma
5. Verwendung von Kenngrößen durch das Management – ohne Berücksichtigung von solchen Größen, die unbekannt oder nicht quantifizierbar sind
6. Überhöhte Sozialkosten
7. Überhöhte Kosten aus Produkthaftpflichturteilen

## Demingsche Reaktionskette
Bei der Demingschen Reaktionskette geht es um harte Fakten, also um die Kosten und nicht um das Image der Firma (dieses kommt erst heute im erweiterten Qualitätsmanagementbegriff hinzu).
1. Qualitätsverbesserung, dadurch
2. Produktivitätsverbesserung, dadurch
3. Kostenreduktion bei der Herstellung des Produktes, dadurch
4. Preisreduktion, dadurch
5. Steigerung des Marktanteils, dadurch
6. Sicherung der Position des Unternehmens, dadurch
7. Sicherung der Arbeitsplätze, und dadurch letztlich
8. Sicherung des Gewinns

Die notwendige Grundhaltung hierfür ist:
- Jeder Mitarbeiter steht in seinem Aufgabengebiet für Qualität.
- Es gibt niemanden, der nicht mit Qualität zu tun hat.
- Qualität ist Technik und Geisteshaltung.

## Rote-Perlen-Versuch
Der Rote-Perlen-Versuch ist ein von Deming ersonnenes Beispiel für einen Arbeitsprozess, in dem die Arbeiter keinen Einfluss auf das Ergebnis ihrer Arbeit haben und die Zielerreichung unwahrscheinlich ist, gleichwohl jedoch für ebendieses Ergebnis belohnt oder bestraft werden. Der Versuch ist auch unter dem englischen Namen Red Beads bekannt.

## Veröffentlichungen
- The New Economics, MIT-Press, ISBN 0-262-54116-5
- Out of the Crisis, MIT-Press, ISBN 0-262-54115-7
- Some Theory of Sampling, Dover Publications, ISBN 0-486-64684-X
- Statistical Adjustment of Data, Dover Publications, ISBN 0-486-64685-8